# Daishirō Yoshimura
Daishirō Yoshimura  (吉村 大志郎?, Yoshimura Daishirō), nato come Nelson Yoshimura (São Paulo, 16 agosto 1947 – Amagasaki, 1º novembre 2003) è stato un calciatore e allenatore di calcio brasiliano naturalizzato giapponese, di ruolo centrocampista.

## Biografia
Diretto discendente da emigrati giapponesi, parallelamente alla propria carriera di calciatore lavorò come operaio alla Yanmar, inizialmente alla filiale brasiliana e poi nella sede centrale. In seguito all'acquisizione della cittadinanza giapponese avvenuta nel 1970 cambiò il proprio nome da Nelson a Daishirō. È morto il 1º novembre 2003 in un ospedale di Amagasaki, in seguito ad un'emorragia cerebrale.

## Caratteristiche tecniche
Impiegato inizialmente come attaccante, dopo il trasferimento in Giappone fu arretrato a centrocampista offensivo. Come per altri calciatori brasiliani che negli anni settanta militavano in Japan Soccer League, anche Yoshimura si distinse per le proprie capacità nel controllo della palla, caratteristica fra l'altro che gli valse il soprannome di Gatto.

## Carriera
Ha giocato per diversi anni con la squadra del Yanmar Diesel, l'attuale Cerezo Osaka.

## Statistiche

### Presenze e reti nei club
| Stagione | Squadra              | Campionato | Campionato | Campionato |
| Stagione | Squadra              | Comp       | Pres       | Reti       |
| -------- | -------------------- | ---------- | ---------- | ---------- |
| 1967     | Yanmar Diesel        | JSL        | 7          | 1          |
| 1968     | Yanmar Diesel        | JSL        | 14         | 3          |
| 1969     | Yanmar Diesel        | JSL        | 14         | 3          |
| 1970     | Yanmar Diesel        | JSL        | 14         | 1          |
| 1971     | Yanmar Diesel        | JSL        | 14         | 8          |
| 1972     | Yanmar Diesel        | JSL1       | 14         | 5          |
| 1973     | Yanmar Diesel        | JSL1       | 18         | 1          |
| 1974     | Yanmar Diesel        | JSL1       | 18         | 1          |
| 1975     | Yanmar Diesel        | JSL1       | 18         | 2          |
| 1976     | Yanmar Diesel        | JSL1       | 17         | 2          |
| 1977     | Yanmar Diesel        | JSL1       | 15         | 2          |
| 1978     | Yanmar Diesel        | JSL1       | 15         | 1          |
| 1979     | Yanmar Diesel        | JSL1       | 11         | 0          |
| 1980     | Yanmar Diesel        | JSL1       | 0          | 0          |
|          | Totale Yanmar Diesel |            | 189        | 30         |

## Palmarès
- Japan Soccer League: 4

1971, 1974, 1975, 1980
- Coppa dell'imperatore: 3

1968, 1970, 1974